# Victor Iamandi
Victor Iamandi (n. 15 februarie 1891, satul Hodora, comuna Cotnari, județul Iași – d. 26 noiembrie 1940, Închisoarea Jilava) a fost un om politic român din perioada interbelică.

## Biografie

### Familie
Părinții săi au fost Ion (1868-1936) și Lucreția Iamandi. În anul 1895, tatăl său se stabilește în satul Munteni (comuna Belcești) și Iamandi își petrece copilăria pe meleagurile comunei Belcești, iar apoi își face studiile la Iași.

### Viață politică
Intră în viața politică, este ales deputat din partea Partidului Liberal și devine Ministru de Justiție. A fost arestat și ucis la penitenciarul Jilava, în cadrul masacrului comis de Garda de Fier.